# Antonov Rot Front-4
L'Antonov Rot Front-4 (en russe : Рот Фронт-4) est un planeur monoplace expérimental conçu par Oleg Antonov. Construit en 1933, il était prévu pour étudier en vol l'impact de différents éléments structuraux sur les caractéristiques du planeur. À cette fin, la même année trois autres planeurs ont été construits : l'Antonov Rot Front-1, Rot Front-2 et Rot Front-3 qui présentaient quelques différences. Par exemple, le Rot Front-1, le Rot Front-2 et le Rot Front-3 présentaient un allongement des ailes différents du Rot Front-4.